# DM i svæveflyvning 2020
Danmarksmesterskabet (DM) i svæveflyvning 2020 gennemførtes fra Svæveflyvecenter Arnborg i perioden 6. - 16. august 2020.:17
Konkurrencen var udskudt fra den normalt periode i foråret grundet Covid-19, og kun 29 piloter deltog. Der var et gunstigt sensommervejr med mange flyvedage.:pkt. 16.1
Junior-klassen skulle gennemføres sammen med Sun-Air Cup, men havde ikke gunstigt vejr og opnåede ikke det nødvendige antal gyldige konkurrencedage, til at en danmarksmester kunne kåres.:pkt. 16.2

## Vindere
Konkurrencen havde følgende klassevindere::pkt. 16.2
- For standardklasse: Jan Jørgensen fra Midtsjællands Svæveflyveklub i en Rolladen Schneider LS8[2]
- For klubklasse: Jan Walther Andersen fra Nordsjællands Svæveflyveklub i en Schleicher ASW 20[3]
- For 15-meter klasse: Øjvind K. Frank fra Svæveflyveklubben SG-70 i en Schempp-Hirth Ventus-3[4]
- For 2-sædet klasse: Andersen & Hoelgaard fra Svæveflyveklubben SG-70 i en Schempp-Hirth Arcus[5]
- For 18-meter klasse: Chris Møller fra Vestjysk Svæveflyveklub i en Jonker JS-1 Revelation[6]